# 欧洲耳蕨
欧洲耳蕨（学名：Polystichum aculeatum）为鳞毛蕨科耳蕨属下的一个种。

## 扩展阅读
- 維基物種上的相關：欧洲耳蕨